# Phrynobatrachus bullans
Phrynobatrachus bullans är en groddjursart som beskrevs av Crutsinger, Pickersgill, Channing och Moyer 2004. Phrynobatrachus bullans ingår i släktet Phrynobatrachus och familjen Phrynobatrachidae. IUCN kategoriserar arten globalt som livskraftig. Inga underarter finns listade i Catalogue of Life.